# أرنولد فوسلو
أرنولد فوسلو (بالإنجليزية: Arnold Vosloo)‏ ممثل أمريكي (ولد يوم السبت 16 يونيو من عام 1962) في بريتوريا، جنوب أفريقيا، بدأت حياته المهنية في المسرح في جنوب افريقيا وانتقل إلى الولايات المتحدة أمريكية، وبدأ مشواره السينمائي عام 1992، ونال شهرته من فيلم المومياء 1999 وفيلم عودة المومياء عام 2001.

## روابط خارجية
- أرنولد فوسلو على موقع IMDb (الإنجليزية)
- أرنولد فوسلو على موقع روتن توميتوز (الإنجليزية)
- أرنولد فوسلو على موقع ألو سيني (الفرنسية)
- أرنولد فوسلو على موقع أول موفي (الإنجليزية)
- أرنولد فوسلو على موقع قاعدة بيانات برودواي على الإنترنت (الإنجليزية)
- أرنولد فوسلو على موقع قاعدة بيانات الأفلام السويدية (السويدية)
- أرنولد فوسلو على موقع إن إن دي بي (الإنجليزية)
- أرنولد فوسلو على موقع قاعدة بيانات الفيلم (الإنجليزية)
- أرنولد فوسلو على موقع كينوبويسك (الروسية)